# Galepsus capensis
Galepsus capensis är en bönsyrseart som beskrevs av Max Beier 1930. Galepsus capensis ingår i släktet Galepsus och familjen Tarachodidae. Inga underarter finns listade i Catalogue of Life.